# Moussa Kaboré
Moussa Kaboré (* 6. Juli 1982 in Kombissiri, Obervolta, heute Burkina Faso) ist ein êhemaliger Fußballspieler aus dem westafrikanischen Staat Burkina Faso.

## Karriere
Kaboré begann seine Karriere in der Jugend des Santos Football Club aus der Hauptstadt Ouagadougou und wechselte später zu ASFA-Yennenga Ouagadougou. Mit ASFA-Yennenga wurde er in der burkinischen Première Division 2000/01 Vizemeister. Mit der U-17 Nationalmannschaft von Burkina Faso nahm er an der U-17-Weltmeisterschaft 1999 teil.
Kaboré wagte 2001 den Sprung nach Europa und schloss sich in Deutschland dem Zweitligisten LR Ahlen an, wo er jedoch nur in der 2. Mannschaft zum Einsatz kam. 2002 holte Trainer Franz-Josef Tenhagen den jungen Stürmer zum Oberligisten 1. FC Bocholt, wo er die nächsten drei Jahre in der Oberliga Nordrhein spielte und dann zum Ligarivalen TuRU Düsseldorf wechselte.
2006 kehrte Kaboré auf den afrikanischen Kontinent zurück und schloss sich dem marokkanischen Rekordmeister Wydad Casablanca an. In der Saison 2008/09 spielte er für KS Bylis Ballsh in der ersten albanischen Liga. Wieder in Deutschland, verpflichtete ihn der Zweitligist MSV Duisburg für seine Reservemannschaft. 2010 wechselte der Stürmer zum VfB Oldenburg. Nach der Spielzeit beendete er seine Karriere.